# Philips P3000
Philips P3000 (P3000) је професионални рачунар, производ фирме Philips који је почео да се израђује у Холандији током 1983. године.
Користио је 2 x Z80A као централни микропроцесор а RAM меморија рачунара P3000 је имала капацитет од 64 KB?. 
Као оперативни систем кориштен је CP/M?.

## Детаљни подаци
Детаљнији подаци о рачунару P3000 су дати у табели испод.
|                       |                                                                              |
| [ 1 ]                 |                                                                              |
| Произвођач            |                                                                              |
| Тип                   | професионални рачунар                                                        |
| Меморија              | 64 KB?                                                                       |
| Поријекло             | Холандија                                                                    |
| Година                | 1983                                                                         |
| Тастатура             | пуни помак тастера, 81 тастер са 8 функцијских тастера и нумеричка тастатура |
| Процесор              |                                                                              |
| Фреквенција процесора | непознато                                                                    |
| RAM                   | 64 KB?                                                                       |
| ROM                   | непознато                                                                    |
| Текст                 | 80 знакова x 25 линија                                                       |
| Графика               | непознато                                                                    |
| Боја                  | једна боја                                                                   |
| Звук                  | само пиштање                                                                 |
| Димензије             | непознато                                                                    |
| Портови               |                                                                              |
| Оперативни систем     |                                                                              |